# Sergei Sergejewitsch Kulagin
Sergei Sergejewitsch Kulagin (russisch Сергей Сергеевич Кулагин; * 8. Oktober 1914 in Moskau; † 15. Juni 1981 ebenda) war ein sowjetischer Schauspieler.

## Biografie
Kulagin war das älteste Kind von vier Kindern der Hausfrau Jewdokija Timofejewna Kulagina, geb. Gawrjuschina (* 1894) und des bei der Kiewer Eisenbahn angestellten Schaffners Sergei Petrowitsch Kulagin (1890–1936). Die Familie stammte ursprünglich aus der Nähe von Kalusch. Sergei Sergejewitschs Bruder Wassili wurde später Schlosser und seine Schwester Olga Buchhalterin. Der andere Bruder, Michail, fiel 1944 im Deutsch-Sowjetischen Krieg.
Kulagin hatte schon früh Interesse an Kunst, besuchte nach dem Schulabschluss 1930 aber zunächst eine pädagogische Hochschule, die er ein Jahr später jedoch aus finanziellen Gründen wieder verlassen musste. Der junge Mann nahm daraufhin eine Lehrstelle als Dreher an und studierte parallel dazu Funktechnik. Er brach beides jedoch 1932 ab und trat in die Schauspielschule des Zentraltheaters der Roten Armee ein. Nach dem Abschluss im Mai 1936 war Kulagin dort über einen Zeitraum von 42 Jahren beschäftigt und wurde sowohl als Komödien- wie auch als Dramendarsteller bekannt. Zu seinem Repertoire gehörten Klassiker von Autoren wie Lope de Vega und William Shakespeare, aber auch zeitgenössische Werke. Außerdem führte er bei einigen Stücken Regie.
Ab 1940 stand der dunkelhaarige Mime auch vereinzelt für Film- und Fernsehprojekte vor der Kamera und war dabei überwiegend für das Mosfilmstudio tätig. Neben einigen Kinorollen, z. B. als eine der Titelfiguren in Tibul besiegt die Dickwänste (1966) oder als Mönch in Ulenspiegel (1977), gehören die Fernsehspiele Дон Паскуале (Don Paskuale) auf Grundlage der Oper Don Pasquale und Иван Фёдорович Шпонька и его тётушка (Iwan Fjodorowitsch Schponka i jego tjotuschka, beide 1976) nach der Erzählung Iwan Fjodorowitsch Schponjka und sein Tantchen zu seinen herausragendsten Projekten.
1969 wurde ihm der Titel Verdienter Künstler der RSFSR verliehen.
Sein Grab befindet sich auf dem Wagankowoer Friedhof.

## Theaterarbeit (Auswahl)
- She Stoops to Conquer – von Oliver Goldsmith
- La Cagnotte – von Eugène Labiche
- Южный узел (Juschny usel) – von Arkadi Alexejewitsch Perwenzew
- Ein einträglicher Posten (Dochodnoje mesto) – von Alexander Ostrowski
- Учитель (Utschitel) – von Sergei Gerassimow
- Давным-давно (Dawnym-dawno) – von Alexander Konstantinowitsch Gladkow
- Der Revisor (Rewisor) – von Nikolai Gogol
- Erst kein Groschen und nun ein Taler (Ne bylo ni groscha, da wdrug altyn) – von Alexander Ostrowski
- Der Widerspenstigen Zähmung (The Taming of the Shrew) – von William Shakespeare
- Извините, пожалуйста (Iswinite, poschalysta) – von Andrei Jegorowitsch Makajonok
- Zerstörung des Squadron (Gibel eskardy) – von Oleksandr Kornijtschuk
- Поднятая целина (Podnjataja zelina) – nach Michail Scholochows Neuland unterm Pflug
- Die Heirat (Schenitba) – von Nikolai Gogol
- Die Sache Makropulos (Věc Makropulos) – von Karel Čapek
- Was einer sucht, das findet er (Balsaminows Heirat) (Sa tschem poidjosch, to i naidjosch (Schenitba Balsaminowa)) – von Alexander Ostrowski
- Kihnu Jõnn ehk Metskapten – von Juhan Smuul
- Амнистия (Amnistija) – von Niklai Jegorowitsch Matukowski
- …Забыть Герострата! (...Sabyt Gerostrata!) – von Grigori Israilowitsch Gorin
- Остров сокровищ (Ostrow sokrowischtsch) – nach Robert Louis Stevenson Die Schatzinsel
- Die Physiker – von Friedrich Dürrenmatt
- Vikas pirmā balle – von Gunārs Priede (als Regieassistent)

## Filmografie (Auswahl)
- 1946: Glinka
- 1953: Skanderbeg – Ritter der Berge (Weliki woin Albanii Skanderberg)
- 1965: Фитиль (Fitil) (Fernsehreihe, eine Folge)
- 1966: Vorsicht, Autodieb! (Beregis awtomobilja)
- 1966: Tibul besiegt die Dickwänste (Tri tolstjaka)
- 1969: Sujet für eine Kurzgeschichte (Sjuschet dlja nebolschogo rasskasa)
- 1977: Ulenspiegel (Legenda o Tile)